# 范智廉
范智廉爵士，CBE（英語：Sir Douglas Jardine Flint，1955年7月8日—）蘇格蘭銀行家。前任滙豐控股有限公司董事會主席。

## 生平
早年加入畢馬威會計師事務所（KPMG），1988年成為畢馬威合夥人。1995年，加入匯豐，出任集團財務總監。2006年獲頒授CBE勳銜，以表揚他對金融業的貢獻。
2010年接替葛霖，出任滙豐控股董事會主席。

| 前任： 葛霖 | 滙豐控股有限公司董事會主席 2010年 – 2017年 | 繼任： 杜嘉祺 |